# René Gréhan
René Gréhan né le 12 décembre 1878 à Compiègne (Oise) et mort pour la France le 27 janvier 1918 à Épernay (Marne), est un acteur de théâtre et de cinéma français.

## Biographie
René Gréhan reste surtout connu comme l'interprète du personnage de Gontran dans la série de 82 courts-métrages réalisés par ou attribués à Lucien Nonguet entre 1910 et 1916.
Mobilisé en août 1914 comme conducteur au 14e escadron du Train des équipages militaires, il meurt en janvier 1918 des suites de l'épidémie de grippe espagnole à l'hôpital de campagne 29 d'Épernay à l'âge de 39 ans.
René Gréhan repose dans la nécropole nationale de la Ferme de Suippes (Marne), tombe 657. Son nom figure sur le monument aux morts de la ville d'Épinay-sur-Seine où il résidait avant la guerre.

## Théâtre
- 1904 : La Fille du garde-chasse, pièce en 5 actes et 6 tableaux d'Alexandre Fontanes et Louis Decori[6], au théâtre de l'Ambigu (30 septembre) : Justin
- 1904 : Le Crime d'Aix, pièce en 5 actes et 8 tableaux d'Albert Pujol, au théâtre de l'Ambigu (3 novembre) : Bilbao
- 1905 : La Conquête de l'air, pièce en 4 actes et 5 tableaux de Camille Audigier[7] et Paul Géry, au théâtre de l'Ambigu (17 janvier) : Maniouwski
- 1905 : La Belle Marseillaise, pièce en 4 actes et 5 tableaux de Pierre Berton, au théâtre de l'Ambigu (4 mars) : Junot
- 1905 : La Bande à Fifi, drame en 5 actes et 8 tableaux de Gardel-Hervé et Maurice Varet, au théâtre de l'Ambigu (11 juillet) : Lesage
- 1905 : Le Crime d'un fils, drame en 5 actes de Louis Decori et Maurice Lefèvre, au théâtre de l'Ambigu (8 septembre) : Lalouette
- 1907 : Chasse gardée, fantaisie-revue en 1 acte et en vers de Xavier Granier, au théâtre des Mathurins (12 décembre)
- 1907 : L'Aiguillon, comédie en 2 actes de Fred Isly[8], au théâtre des Mathurins (12 décembre)
- 1908 : Les Pierrots, drame en 5 actes et 7 tableaux de Gustave Grillet[9], au théâtre de l'Ambigu (avril) : la Marquise
- 1908 : Le Crime d'un autre, drame en 5 actes de Lecomte-Arnold[10] et Léonce Renault, au théâtre de l'Ambigu (14 mai) : Bigorno[11]
- 1910 : La Revue de la Scala, revue en 2 actes et 8 tableaux d'André Barde et Michel Carré au Concert de la Scala (20 mars) : le compère
- 1910 : Le Torrent, comédie en 4 actes de Maurice Donnay, au théâtre de la Comédie Mondaine (octobre) : Camille Laurent
- 1910 : Condoléances, pièce en 1 acte de Paul Arosa[12], au théâtre du Grand-Guignol (26 novembre) : M. Rotard
- 1910 : Le Pharmacien, pièce en 1 acte de Max Maurey, au théâtre du Grand-Guignol (26 novembre) : le commissaire
- 1911 : Les Mines de Ganeffontein, pièce en 1 acte et 2 tableaux d'Élie de Bassan[13], au théâtre du Grand-Guignol (18 février) : Tac
- 1911 : Alcide Pépet, pièce en 1 acte d'Armand Massard et Alfred Vercourt[14], au théâtre du Grand-Guignol (18 février) : Séraphin Biche[15]
- 1911 : Le Chauffeur, pièce en 1 acte de Max Maurey, au théâtre du Grand-Guignol (18 février) : M. Filfer
- 1911 : Le Devoir, pièce en 1 acte de Pierre Valdagne, au théâtre du Grand-Guignol (9 mai) : André
- 1911 : Atelier d'aveugles, pièce en 1 acte de Lucien Descaves, au théâtre du Grand-Guignol (9 mai) : Rodier
- 1911 : Sous la lumière rouge, drame en 3 tableaux de Maurice Level et Étienne Rey, au théâtre du Grand-Guignol (9 mai) : Didier[16]
- 1911 : La Chambre à côté, pièce en 1 acte de Robert Dieudonné, au théâtre du Grand-Guignol (17 décembre) : Jules Toussaint
- 1911 : Une femme charmante, pièce en 1 acte d'André Mycho[17], au théâtre du Grand-Guignol (17 décembre) : le Baron
- 1912 : Les Ingrats, pièce en 1 acte de Jean Martet, au théâtre du Grand-Guignol (24 mars) : Philippe
- 1912 : Le Beau régiment, drame en 2 actes de Robert Francheville[18], au théâtre du Grand-Guignol (24 mars) : l'adjudant-major Ehbermann
- 1912 : Une Nuit d'amour, pièce en 2 actes de Maurice Hennequin et Serge Basset, au théâtre du Grand-Guignol (24 mars) : Godinois
- 1912 : Le Sacrifice, pièce en 1 acte de Jean d'Aguzan[19], au théâtre du Grand-Guignol (15 juin) : Pflitz
- 1912 : Le Grand match, pièce en 1 acte de André Leroy et Paul Cartoux[20], au théâtre du Grand-Guignol (15 juin) : le directeur
- 1912 : La Bienfaitrice, pièce en 1 acte de Paul Giafferi[21], au théâtre du Grand-Guignol (15 juin) : le 2e viveur
- 1912 : Une Place de libre, pièce en 1 acte de Léon Michel, au théâtre du Grand-Guignol (12 décembre) : Léopold
- 1912 : Le Rapide de 22 heures, comédie en 1 acte et 2 tableaux de Paul Giafferi et Raymond Duez[22], au théâtre du Grand-Guignol (12 décembre) : François
- 1912 : La Poire en deux, pièce en 1 acte d'Alfred Edwards, au théâtre du Grand-Guignol (12 décembre) : le docteur Smith
- 1913 : Le Joli garçon, comédie en 1 acte d'André Mycho, au théâtre du Grand-Guignol (11 mars) : Chardonnet
- 1913 : S.O.S., drame en 2 actes de Charles Müller et Maurice Level, au théâtre du Grand-Guignol (11 mars) : Teddy Simpson[23]
- 1913 : L'Affaire Zézette, pièce en 1 acte d'Adrien Vély[24] et Léon Miral, au théâtre du Grand-Guignol (15 juin) : l'inconnu
- 1913 : La Délaissée, pièce en 1 acte de Max Maurey, au théâtre du Grand-Guignol (15 juin) : Pierre

## Filmographie
- 1906 : La Course à la perruque, de Georges Hatot
- 1908 : Trop crédules, de Jean Durand
- 1909 : Le Noël de Monsieur Leputois, d'Henri Gambart
- 1910 : La Reine Margot, de Camille de Morlhon
- 1911 : Le Mariage aux épingles de Georges Monca
- 1914 : Francs-maçons. Réédité en 1916 sous le titre Le Vénérable Leverdier.

Série Gontran
- 1910 : Gontran fait du sport de Lucien Nonguet. Réédité en novembre 1922.
- 1911 : Express-Union de Lucien Nonguet
- 1911 : Gontran à la recherche d'une profession de Lucien Nonguet
- 1911 : Gontran a le coup de foudre de Lucien Nonguet
- 1911 : Gontran a peur du choléra de Lucien Nonguet
- 1911 : Gontran fiancé courageux de Lucien Nonguet
- 1911 : Le Pardessus de l'oncle de Lucien Nonguet
- 1911 : Gontran ne veut pas être trompé de Lucien Nonguet
- 1911 : Gontran a des amis partout de Lucien Nonguet
- 1911 : Gontran a perdu sa maison de Lucien Nonguet
- 1911 : Le Mariage du timide Gontran de Lucien Nonguet
- 1911 : Comment Gontran rate un beau mariage de Lucien Nonguet
- 1911 : Gontran aime les animaux de Lucien Nonguet
- 1911 : Gontran champion du monde de Lucien Nonguet
- 1911 : Gontran est un héros de Lucien Nonguet
- 1911 : Gontran constate les inconvénients d'un article trop intéressant
- 1911 : Gontran n'acceptera plus de billets de théâtre
- 1911 : Gontran veut souhaiter sa fête à sa tante
- 1912 : Acrobate par amour
- 1912 : Le Cauchemar d'un gendre
- 1912 : Gontran comédien pour l'amour de Jeannine
- 1912 : L'Escarpin de Gontran
- 1912 : Les Fiançailles de Gontran
- 1912 : Gontran a trouvé une bonne place
- 1912 : Gontran a une femme curieuse
- 1912 : Gontran a volé un enfant
- 1912 : Gontran candidat pacifiste
- 1912 : Gontran charmeur
- 1912 : Gontran chauve par amour
- 1912 : Gontran et le dîner forcé
- 1912 : Gontran doute de la fidélité de sa femme
- 1912 : Gontran engendre une sombre postérité
- 1912 : Gontran enlève la femme aimée
- 1912 : Gontran est las de la vie
- 1912 : Gontran et la voisine inconnue
- 1912 : Gontran est un heureux mari
- 1912 : Gontran interviewe une étoile
- 1912 : Gontran professeur de flûte
- 1912 : Gontran ministre
- 1912 : Gontran redore son blason
- 1912 : L'Héritage de Gontran
- 1912 : Gontran roi du piano
- 1912 : Gontran ronfle-t-il ?
- 1912 : Gontran veut distraire sa sœur
- 1913 : Gontran au pouvoir des puces, de Lucien Nonguet
- 1913 : Gontran combat l'oisiveté, de Lucien Nonguet
- 1913 : Gontran a deux vocations, de Lucien Nonguet
- 1913 : Gontran fait des conquêtes, de Lucien Nonguet
- 1913 : Gontran flirte malgré lui, de Lucien Nonguet
- 1913 : Gontran médecin de service, de Lucien Nonguet
- 1913 : Gontran n'est pas sportif
- 1913 : Gontran liquide ... pour cause de mariage
- 1913 : Gontran marie sa sœur
- 1913 : Gontran achète un chien de police
- 1913 : Gontran dans la gueule du loup
- 1913 : Gontran découvre son père
- 1913 : Gontran et l'affaire du collier
- 1913 : Gontran et le billet gratuit
- 1913 : Gontran et le pique-assiette
- 1913 : Gontran et le Pulsocom
- 1913 : Gontran et son complice
- 1913 : Gontran fait courir
- 1913 : Gontran 1er roi
- 1913 : Gontran reçoit
- 1913 : Le Rendez-vous de Gontran
- 1913 : Le Stratagème de Gontran
- 1913 : Gontran sergent de ville
- 1914 : Le Déjeuner de Gontran
- 1914 : Gontran a les idées noires
- 1914 : Gontran au pensionnat
- 1914 : Gontran émule de Sherlock Holmes
- 1914 : Gontran est puni par où il a péché
- 1914 : Gontran et les bottines neuves
- 1914 : Gontran pompier
- 1914 : Gontran en vacances
- 1914 : Gontran gagne au circuit
- 1914 : Gontran hérite
- 1914 : Gontran monte sur le trône de Balanie
- 1914 : Gontran victime des cartes postales
- 1914 : Gontran veut mourir
- 1916 : Gontran veut réhabiliter le tango

## Distinctions
- Médaille interalliée 1914-1918
- Médaille commémorative de la guerre 1914-1918